# Órdenes de magnitud (masa)

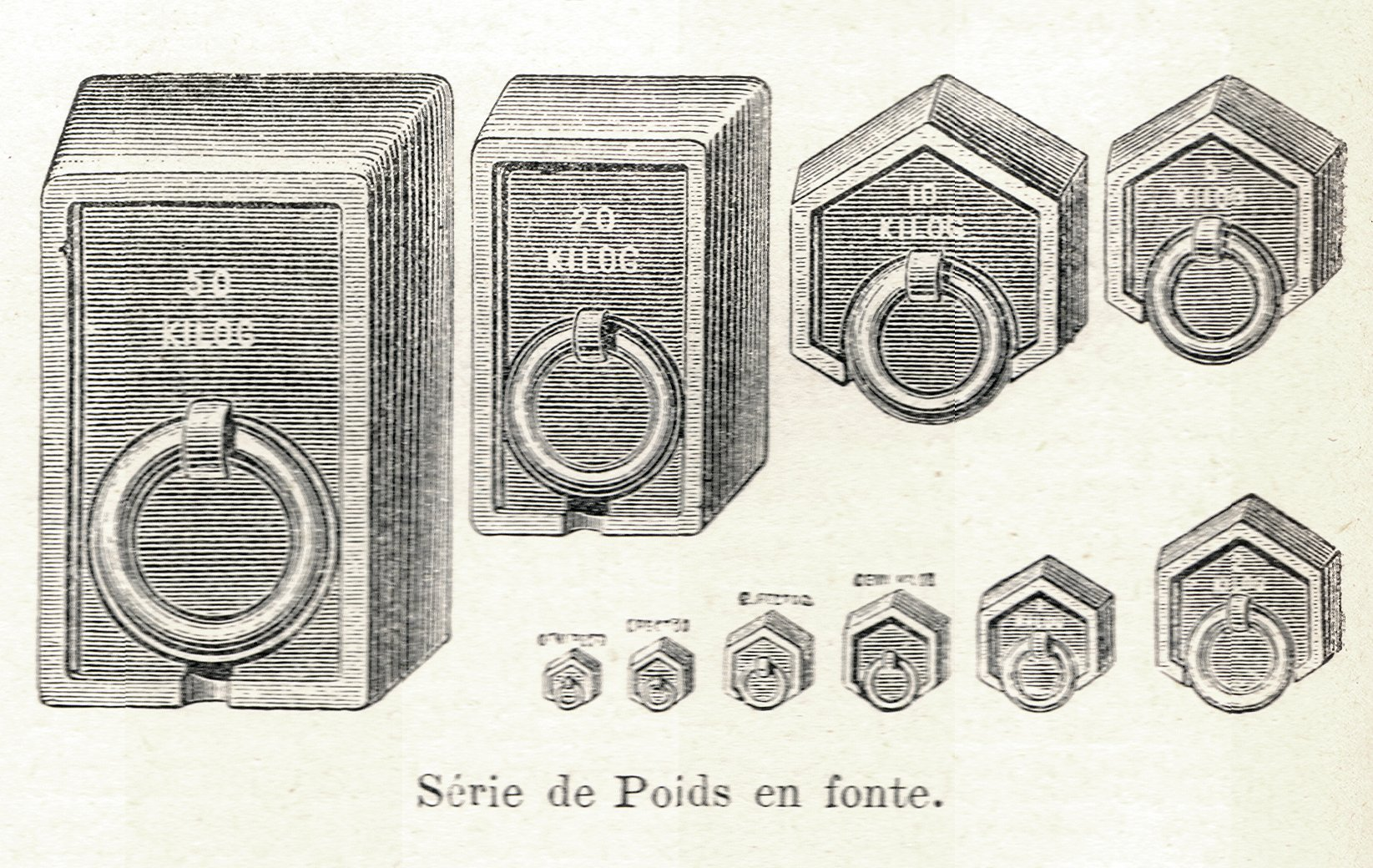
Pesas de hierro de hasta 50 kilogramos mostradas en Dictionnaire encyclopédique de l'épicerie et des industries annexes.

Para ayudar a comparar diferentes órdenes de magnitud de masa, la siguiente lista describe los distintos niveles de masa entre 10−36  kg y 1053 kg.

## Unidades de masa del SI
| Submúltiplos                               | Submúltiplos | Submúltiplos     |        | Múltiplos | Múltiplos            | Múltiplos |
| Valor                                      | Símbolo      | Nombre           | Valor  | Símbolo   | Nombre               |           |
| 10−1 g                                     | dg           | decigramo        | 101 g  | dag       | decagramo            |           |
| 10−2 g                                     | cg           | centigramo       | 102 g  | hg        | hectogramo           |           |
| 10−3 g                                     | mg           | miligramo        | 103 g  | kg        | kilogramo            |           |
| 10−6 g                                     | µg           | microgramo (mcg) | 106 g  | Mg        | megagramo (tonelada) |           |
| 10−9 g                                     | ng           | nanogramo        | 109 g  | Gg        | gigagramo            |           |
| 10−12 g                                    | pg           | picogramo        | 1012 g | Tg        | teragramo            |           |
| 10−15 g                                    | fg           | femtogramo       | 1015 g | Pg        | petagramo            |           |
| 10−18 g                                    | ag           | attogramo        | 1018 g | Eg        | exagramo             |           |
| 10−21 g                                    | zg           | zeptogramo       | 1021 g | Zg        | zettagramo           |           |
| 10−24 g                                    | yg           | yoctogramo       | 1024 g | Yg        | yottagramo           |           |
| 10−27 g                                    | rg           | rontogramo       | 1027 g | Rg        | ronnagramo           |           |
| 10−30 g                                    | qg           | quectogramo      | 1030 g | Qg        | quettagramo          |           |
| Los prefijos más comunes están en negrita. |              |                  |        |           |                      |           |

En el Sistema Internacional de Unidades (SI), la unidad básica de masa es el kilogramo, 
El kilogramo es la única unidad estándar que incluye un prefijo SI (kilo-) como parte de su nombre.
El gramo (10−3 kg) es una unidad derivada de masa del SI. Sin embargo, los nombres de todas las unidades de masa del SI se basan en el gramo, y no en el kilogramo, por lo que 10³ kg es un megagramo (106 g), no un "kilokilogramo".
La tonelada (t) es una unidad de masa compatible con el SI e igual a un megagramo, o 10³ kg. La unidad es de uso común para masas por encima de unos 10³ kg y se utiliza a menudo con prefijos del SI (Por ejemplo: kilotonelada).
En las siguientes tablas, se ofrecen diferentes ejemplos de objetos cuya masa pertenece a un diferente orden de magnitud, con motivo de comparación.

## Hasta 10−25kg
| Factor (kg)           | Valor          | Ejemplo                                                                                     |
| --------------------- | -------------- | ------------------------------------------------------------------------------------------- |
| 10−36                 | 1,783×10−36 kg | Un eV/c², la masa equivalente de un electronvoltio                                          |
| 10−36                 | 3,6×10−36 kg   | Neutrino electrónico, límite superior de masa (2 eV/c²)                                     |
| 10−35                 |                |                                                                                             |
| 10−34                 |                |                                                                                             |
| 10−33                 |                |                                                                                             |
| 10−32                 |                |                                                                                             |
| 10−31                 | 9,11×10−31 kg  | Electrón (511 keV/c²), la partícula elemental más ligera con masa en reposo medida no nula. |
| 10−30                 |                |                                                                                             |
| 10−29                 |                |                                                                                             |
| 10−28                 | 1,9×10−28 kg   | Muon (106 MeV/c²)                                                                           |
| 10−27 yoctogramo (yg) | 1,661×10−27 kg | Unidad de masa atómica (uma, u) o dalton (Da)                                               |
| 10−27 yoctogramo (yg) | 1,673×10−27 kg | Protón (938,3 MeV/c²)                                                                       |
| 10−27 yoctogramo (yg) | 1,674×10−27 kg | Átomo de Hidrógeno, el átomo de menor masa                                                  |
| 10−27 yoctogramo (yg) | 1,675×10−27 kg | Neutrón (939,6 MeV/c²)                                                                      |
| 10−26                 | 1,15×10−26 kg  | Átomo de Litio (6,941 u)                                                                    |
| 10−26                 | 2,99×10−26 kg  | Molécula de agua (18,015 u)                                                                 |
| 10−26                 | 7,95×10−26 kg  | Átomo de Titanio (47,867 u)                                                                 |
| 10−25                 | 1,79×10−25 kg  | Átomo de Plata (107,8682 u)                                                                 |
| 10−25                 | 1,6×10−25 kg   | Bosón Z (91,2 GeV/c²)                                                                       |
| 10−25                 | 3,1×10−25 kg   | Quark top (173 GeV/c²), la partícula elemental conocida de mayor peso                       |
| 10−25                 | 3,2×10−25 kg   | Molécula de Cafeína (194 u)                                                                 |
| 10−25                 | 3,45×10−25 kg  | Átomo de Plomo-208, el isótopo estable conocido de mayor peso                               |

## De 10-25a 10-19kg
| Factor (kg)           | Valor         | Ejemplo                                                                       |
| --------------------- | ------------- | ----------------------------------------------------------------------------- |
| 10−24 zeptogramo (zg) | 1,2×10−24 kg  | Molécula de Buckminsterfullereno (720 u)                                      |
| 10−23                 |               |                                                                               |
| 10−22                 | 1,1×10−22 kg  | Molécula de Haemoglobina A en la sangre                                       |
| 10−21 attogramo (ag)  | 1,65×10−21 kg | Una hebra simple de ADN consistente en 1.578 pares de bases (995.000 Daltons) |
| 10−20                 | 10−20 kg      | Un pequeño virus                                                              |
| 10−19                 |               |                                                                               |

## De 10-18a 10-13kg
| Factor (kg)           | Valor        | Ejemplo                             |
| --------------------- | ------------ | ----------------------------------- |
| 10−18 femtogramo (fg) |              |                                     |
| 10−17                 | 1,1×10−17 kg | Masa equivalente de un julio        |
| 10−17                 | 4,6×10−17 kg | Masa equivalente de una caloría     |
| 10−16                 | 7×10−16 kg   | Bacteria Escherichia coli (E. coli) |
| 10−15 picogramo (pg)  |              |                                     |
| 10−14                 |              |                                     |
| 10−13                 |              |                                     |

## De 10-12a 10-7kg
| Factor (kg)          | Valor        | Ejemplo                                                                                      |
| -------------------- | ------------ | -------------------------------------------------------------------------------------------- |
| 10−12 nanogramo (ng) | 10−12 kg     | Célula humana media (1 nanogramo)                                                            |
| 10−11                |              |                                                                                              |
| 10−10                | 3,5×10−10 kg | Pequeño grano de arena (0,063 mm de diámetro, 350 nanogramos)                                |
| 10−9 microgramo (µg) | 2×10−9 kg    | Óvulo humano                                                                                 |
| 10−8                 | 2,2×10−8 kg  | Masa de Planck                                                                               |
| 10−8                 | ~2×10−8 kg   | Imprecisión en la masa del Prototipo de Kilogramo Internacional (kilogramo patrón) (±~20 µg) |
| 10−7                 |              |                                                                                              |

## De 10-6a un kg
| Factor (kg)          | Valor           | Ejemplo                                                                 |
| -------------------- | --------------- | ----------------------------------------------------------------------- |
| 10−6 miligramo (mg)  | 1–2×10−6 kg     | Masa típica de un mosquito (1–2 miligramos)                             |
| 10−5 centigramo (cg) | 1,1×10−5 kg     | Granito de arena (2 mm de diámetro, 11 miligramos)                      |
| 10−5 centigramo (cg) | 0,8–2.0×10−5 kg | Masa de una mosca (Musca domestica, 8–20 miligramos)                    |
| 10−4 decigramo (dg)  | 1,5×10−4 kg     | Cantidad típica de cafeína en una taza de café (150 miligramos)         |
| 10−4 decigramo (dg)  | 2×10−4 kg       | Quilate (200 miligramos)                                                |
| 10−3 gramo (g)       | 10−3 kg         | Un centímetro cúbico de agua (1 gramo)                                  |
| 10−3 gramo (g)       | 8×10−3 kg       | Monedas de 1 Euro (7.5 gramos) o de 1 dólar estadounidense (8.1 gramos) |
| 10−2 decagramo (dag) | 1,2–4×10−2 kg   | Ratón adulto (Mus musculus, 12–40 gramos)                               |
| 10−2 decagramo (dag) | 2,4×10−2 kg     | Cantidad de etanol en una bebida alcohólica (24 gramos)                 |
| 10−2 decagramo (dag) | 2,8×10−2 kg     | Onza (avoirdupois) (28,35 gramos)                                       |
| 10−1 hectogramo (hg) | 0,15 kg         | Riñón humano (150 gramos)                                               |
| 10−1 hectogramo (hg) | 0,454 kg        | Libra (avoirdupois) (454 gramos)                                        |

## De un kg a 105kg
| Factor (kg)         | Valor           | Ejemplo |
| ------------------- | --------------- | --- |
| 1 kg kilogramo (kg) | 1 kg            | Un litro de agua |
| 1 kg kilogramo (kg) | 2 kg            | Ordenador portátil típico, en 2010                                                                                      |
| 1 kg kilogramo (kg) | 3 kg            | Niño recién nacido; raza de perro más pequeña (Chihuahua)                                                               |
| 1 kg kilogramo (kg) | 4,0 kg          | Bola de Lanzamiento de peso (mujeres)                                                                                   |
| 1 kg kilogramo (kg) | 5-7 kg          | Gato doméstico |
| 1 kg kilogramo (kg) | 7,26 kg         | Bola de Lanzamiento de peso (hombres)                                                                                   |
| 101                 | 10-30 kg        | Un monitor de ordenador o televisor (tubo de rayos catódicos)                                                           |
| 101                 | 15-20 kg        | Perro de tamaño medio                                                                                                   |
| 101                 | 70 kg           | Humano adulto ; perro grande                                                                                            |
| 102                 | 125-180 kg      | León adulto, hembra (125 kg) y macho (180 kg)                                                                           |
| 102                 | 480 kg          | Piano grande |
| 102                 | 700 kg          | Vaca lechera |
| 102                 | 907,18474 kg    | 1 tonelada corta (2000 libras - estadounidense)                                                                         |
| 103 megagramo (Mg)  | 1000 kg         | Tonelada métrica; un metro cúbico de agua                                                                               |
| 103 megagramo (Mg)  | 1016,0469088 kg | Tonelada (Británica) / 1 tonelada larga (2.240 libras - EUA)                                                            |
| 103 megagramo (Mg)  | 800-1600 kg     | Coche típico de pasajeros                                                                                               |
| 103 megagramo (Mg)  | 3000-7000 kg    | Elefante adulto |
| 103 megagramo (Mg)  | 5000 kg         | Una cucharita (5 ml) de material de enana blanca (5 toneladas)                                                          |
| 104                 | 1,1×104 kg      | Telescopio Espacial Hubble (11 toneladas)                                                                               |
| 104                 | 1,2×104 kg      | Ejemplar de elefante más grande (12 toneladas)                                                                          |
| 104                 | 1,4×104 kg      | Big Ben (Campana de la Torre del reloj), Palacio de Westminster (14 toneladas)                                          |
| 104                 | 4,4×104 kg      | Masa bruta máxima de un camión con su carga o de un tractocamión (cabeza tractora más tráiler; 44 toneladas)            |
| 104                 | 6.0×104 kg      | Meteorito más grande, Meteorito Hoba (60 toneladas)                                                                     |
| 104                 | 7,3×104 kg      | Dinosaurio más grande, Argentinosaurus (73 toneladas)                                                                   |
| 105                 | 1,8×105 kg      | El animal más grande, la ballena azul (180 toneladas)                                                                   |
| 105                 | 1,87×105 kg     | Estación Espacial Internacional (187 toneladas)                                                                         |
| 105                 | 6×105 kg        | Masa máxima al despegar de un Antonov An-225 (el avión más pesado del mundo) (600 toneladas); carga útil: 250 toneladas |

## De 106a 1011kg
| Factor (kg)        | Valor        | Ejemplo |
| ------------------ | ------------ | --- |
| 106 gigagramo (Gg) | 1,25×106 kg  | Tronco del árbol sequoia gigante llamado General Sherman (1.250 toneladas)                                                                  |
| 106 gigagramo (Gg) | 1,5×106 kg   | Cada compuerta de la Barrera del Támesis |
| 106 gigagramo (Gg) | 2,041×106 kg | Masa de lanzamiento del transbordador espacial (2.041 toneladas)                                                                            |
| 106 gigagramo (Gg) | 6×106 kg     | La mayor colonia clonal, el álamo temblón llamado Pando (el organismo viviente más grande) (6.000 toneladas)                                |
| 107                | 1,1×107 kg   | Producción anual de te Darjeeling (11.000 toneladas)                                                                                        |
| 107                | 5,2×107 kg   | RMS Titanic (52.000 toneladas) |
| 107                | 9,97×107 kg  | El tren más pesado (99.700 toneladas): BHP cargado de mineral de hierro de Australia, récord de 2001                                        |
| 108                | 6,5×108 kg   | El barco más pesado y el objeto móvil más grande fabricado por el hombre, Seawise Giant, cuando está totalmente cargado (650.000 toneladas) |
| 109 teragramo (Tg) | 4,3×109 kg   | Cantidad de materia convertida en energía por el Sol cada segundo                                                                           |
| 109 teragramo (Tg) | 6×109 kg     | Gran Pirámide de Giza |
| 10                 | 6×1010 kg    | Cantidad de hormigón en la Presa de las tres gargantas, la estructura de hormigón más grande del mundo                                      |
| 1011               | 2×1011 kg    | Cantidad de agua almacenada en el sistema de reservas de agua de Londres (0,2 km³)                                                          |
| 1011               | 3×1011 kg    | Masa total de la población mundial humana                                                                                                   |
| 1011               | 5×1011 kg    | Biomasa total de krill antártico (Euphausia superba), que se supone es el ser vivo más abundante del planeta                                |

## De 1012a 1017kg
| Factor (kg)         | Valor        | Ejemplo |
| ------------------- | ------------ | --- |
| 1012 petagramo (Pg) | 3,91×1012 kg | Producción mundial de petróleo en 2001                                                                                             |
| 1012 petagramo (Pg) | 5,5×1012 kg  | Una cucharita (5 ml) de material de estrella de neutrones (5000 millones de toneladas)                                             |
| 1012 petagramo (Pg) | ~1×1012 kg   | La masa de un agujero negro primordial con un tiempo de evaporación igual a la edad del universo                                   |
| 1013                |              | |
| 1014                | 1,05×1014 kg | Producción primaria global neta – la masa total de carbono fijado en compuestos orgánicos por fotosíntesis, cada año, en la Tierra |
| 1014                | 2–3×1014 kg  | Cantidad de roca que explosionó en la erupción volcánica del Monte Tambora en 1815                                                 |
| 1015 exagramo (Eg)  | 1×1015 kg    | Reservas mundiales estimadas de carbón económicamente accesible usando la tecnología minera actual                                 |
| 1016                | 1×1016 kg    | (951) Gaspra, el primer asteroide con el que una nave espacial tuvo un encuentro de proximidad                                     |
| 1017                | 1.6×1017 kg  | Prometeo, un satélite pastor situado en el límite interior del anillo F de Saturno                                                 |

## 1018a 1023kg
| Factor (kg)          | Valor        | Ejemplo                                                                     |
| -------------------- | ------------ | --------------------------------------------------------------------------- |
| 1018 zettagramo (Zg) | 5×1018 kg    | Atmósfera de la Tierra                                                      |
| 1018 zettagramo (Zg) | 5,7×1018 kg  | Hiperión, un satélite de Saturno                                            |
| 1019                 | 3×1019 kg    | 3 Juno, el quinto asteroide más grande del cinturón de asteroides principal |
| 1019                 | 3×1019 kg    | Masa total de los anillos de Saturno                                        |
| 1020                 | 8,7×1020 kg  | Ceres, planeta enano en el cinturón de asteroides                           |
| 1021 yottagramo (Yg) | 1,35×1021 kg | Océanos de la Tierra                                                        |
| 1021 yottagramo (Yg) | 1,6×1021 kg  | Caronte, el satélite más grande de Plutón                                   |
| 1021 yottagramo (Yg) | 2,3×1021 kg  | Masa total del cinturón de asteroides                                       |
| 1022                 | 1,3×1022 kg  | Plutón                                                                      |
| 1022                 | 1,5×1022 kg  | Tritón, el satélite más grande de Neptuno                                   |
| 1022                 | 7,35×1022 kg | Luna, satélite de la Tierra                                                 |
| 1023                 | 1,3×1023 kg  | Titán, el satélite más grande de Saturno                                    |
| 1023                 | 1,5×1023 kg  | Ganímedes, el satélite más grande de Júpiter                                |
| 1023                 | 3,2×1023 kg  | Mercurio                                                                    |
| 1023                 | 6,4×1023 kg  | Marte                                                                       |

## 1024to 1029kg
| Factor (kg) | Valor        | Ejemplo                                      |
| ----------- | ------------ | -------------------------------------------- |
| 1024        | 4,9×1024 kg  | Venus                                        |
| 1024        | 6,0×1024 kg  | La Tierra                                    |
| 1025        | 3×1025 kg    | Nube de Oort                                 |
| 1025        | 8,7×1025 kg  | Urano                                        |
| 1026        | 1,0×1026 kg  | Neptuno                                      |
| 1026        | 5,7×1026 kg  | Saturno                                      |
| 1027        | 1,9×1027 kg  | Júpiter                                      |
| 1028        | 1–17×1028 kg | Estrellas enanas marrones                    |
| 1029        | 3,4×1029 kg  | Estrella de Barnard, una estrella enana roja |

## De 1030a 1035kg
| Factor (kg) | Valor       | Ejemplo |
| ----------- | ----------- | --- |
| 1030        | 2×1030 kg   | Sol (una masa solar o M☉ = 1,98892×1030 kg)                                                                                |
| 1030        | 2,9×1030 kg | Límite de Chandrasekhar (1.44 M☉)                                                                                          |
| 1031        | 4×1031 kg   | Betelgeuse, una estrella supergigante roja (20 M☉)                                                                         |
| 1032        | 2–3×1032 kg | Estrella Pistola, una de las estrellas conocidas de mayor masa (de 100 a 150 M☉)                                           |
| 1032        | 6–8×1032 kg | Híades, cúmulo estelar (de 300 a 400 M☉)                                                                                   |
| 1033        | 1,6×1033 kg | Pléyades cúmulo estelar (800 M☉)                                                                                           |
| 1034        | 2×1034 kg   | Rango inferior de masa de una nube molecular (decenas a miles de millones de masas solares)                                |
| 1035        | 7,3×1035 kg | Masa de Jeans de una nube molecular gigante a 100K y una densidad de 30 átomos por cm³; posible ejemplo: Complejo de Orión |

## De 1036a 1041kg
| Factor (kg) | Valor           | Ejemplo |
| ----------- | --------------- | --- |
| 1036        | 2,4×1036 kg     | El cinturón de Gould de estrellas, que incluye al Sol (1,2×106 M☉)                                                  |
| 1036        | 7,4±0,4×1036 kg | El agujero negro supermasivo del centro de la Vía Láctea, asociado con la radiofuente Sagitario A* (3.7±0.2×106 M☉) |
| 1037        |                 | |
| 1038        |                 | Masa típica de un cúmulo globular                                                                                   |
| 1039        |                 | |
| 1040        | 3,6×1040 kg     | Masa de OJ287, agujero negro supermasivo de mayor masa medida                                                       |
| 1041        | 3,6×1041 kg     | Masa visible de la galaxia de la Vía Láctea                                                                         |

## Mayor de 1042kg
| Factor (kg) | Valor        | Ejemplo                                                                                     |
| ----------- | ------------ | ------------------------------------------------------------------------------------------- |
| 1042        | 1,2×1042 kg  | Galaxia de la Vía Láctea (5,8×1011 M☉)                                                      |
| 1042        | 2,57×1042 kg | Grupo local de galaxias, incluyendo la Vía Láctea (1,29±0,14×1012 M☉)                       |
| 1043        |              |                                                                                             |
| 1044        |              |                                                                                             |
| 1045        | 2×1045 kg    | Supercúmulo de Virgo o supercúmulo local de galaxias, incluyendo el Grupo Local (1×1015 M☉) |
| 1046        |              |                                                                                             |
| 1047        |              |                                                                                             |
| 1048        |              |                                                                                             |
| 1049        |              |                                                                                             |
| 1050        |              |                                                                                             |
| 1051        |              |                                                                                             |
| 1052        | 3×1052 kg    | Masa del universo observable                                                                |

Esta serie de órdenes de magnitud no posee un rango de masas mayores